# 田村岳斗
田村 岳斗（たむら やまと、1979年5月28日 - ）は、日本の元フィギュアスケート（主に男子シングル）選手。現在はプロスケーター、フィギュアスケートコーチ、フィギュアスケート解説者などで活動中。主な競技実績に、1998年長野オリンピック日本代表（17位）、世界選手権通算4回出場（最高17位）、1997年・2003年全日本選手権優勝など。

## 人物・経歴
1979年5月28日、青森県八戸市で田村家の次男として生まれる。5歳でスケートを始めた。東北高等学校入学とともに、長久保裕の指導を受け始める。
1996年、まだISUグランプリシリーズがない時代のドイツ・ネーベルホルン杯で銀メダルを獲得した。翌1997年1月の全日本選手権では、男子シングルで本田武史に次ぐ2位、ペアでは荒井万里絵と組んで優勝。その後、1997年3月開催の世界選手権・男子シングルでは日本代表ただ一人出場の本田武史が10位に入ったため、翌1998年2月開催の1998年長野オリンピック・男子シングル種目の出場枠が2名に増えたことで、田村は荒井とのペアを解消し男子シングルに専念（その後荒井とのペアは天野真と交替）。
東北高校三年生時、1997年12月の全日本選手権・男子シングルで初優勝を果たし、本田武史と共に翌年の長野オリンピック・男子シングル日本代表に選出。なお長野五輪での成績は総合17位。以後世界選手権には合計4度出場し、最高成績は2001年大会の17位だった。
日本大学通信教育部経済学部卒。日本人として初めて4回転-3回転および4回転-3回転-2回転のコンビネーションジャンプを公式試合で成功させたスケーターである。
X JAPANのファンで、エキシビションプログラムの「紅」では衣装をYOSHIKIの衣装を真似て作って演じた。 エキシビションの「Rocket Dive」ではHIDEの衣装と髪型をそっくりに真似て滑ったことがある。
2003年12月の全日本選手権・男子シングルで6年ぶり2回目の優勝を果たし、翌2004年世界選手権出場（22位）を最後にアマチュア引退を表明。プロスケーターとしてプリンスアイスワールドやフレンズオンアイスなどのアイスショーに出演し、関西大学アイスアリーナや木下アカデミーでコーチとして選手を指導した。
2022年9月から2023年7月まで浅田真央アイスショー『BEYOND』、2024年6月『Everlasting33』にキャストとして参加。

## 主な戦績

### 男子シングル
| 大会/年            | 95-96 | 96-97 | 97-98 | 98-99 | 99-00 | 00-01 | 01-02 | 02-03 | 03-04 |
| ------------------ | ----- | ----- | ----- | ----- | ----- | ----- | ----- | ----- | ----- |
| オリンピック       |       |       | 17    |       |       |       |       |       |       |
| 世界選手権         |       |       | 26    |       | 27    | 17    |       |       | 22    |
| 四大陸選手権       |       |       |       |       | 8     | 6     | 9     |       | 5     |
| 全日本選手権       |       | 2     | 1     | 3     | 2     | 2     | 2     | 2     | 1     |
| GPラリック杯       |       |       |       |       |       |       | 8     | 10    |       |
| GPスパルカッセン杯 |       |       |       |       | 4     |       |       |       |       |
| GPスケートアメリカ |       |       |       | 8     |       | 9     |       |       |       |
| GPNHK杯            |       |       | 10    | 9     | 7     | 9     | 4     | 7     | 10    |
| GPスケートカナダ   |       |       | 4     |       |       |       |       |       |       |
| ネーベルホルン杯   |       | 2     |       |       |       |       |       |       |       |
| ユニバーシアード   |       |       |       |       | 7     |       |       |       |       |
| 冬季アジア大会     |       |       |       |       |       |       |       | 4     |       |
| 世界Jr.選手権      | 8     | 7     |       |       |       |       |       |       |       |
| 全日本Jr.選手権    | 2     | 1     |       |       |       |       |       |       |       |

### 詳細
| 2003-2004 シーズン  |                                                    |      |          |          |           |
| 開催日              | 大会名                                             | 予選 | SP       | FS       | 結果      |
| 2004年3月22日-28日  | 2004年世界フィギュアスケート選手権（ドルトムント） | 12   | 22       | 23       | 22        |
| 2004年1月19日-25日  | 2004年四大陸フィギュアスケート選手権（ハミルトン） | -    | 2        | 7        | 5         |
| 2003年12月25日-26日 | 第72回全日本フィギュアスケート選手権（長野）       | -    | 1        | 1        | 1         |
| 2003年11月27日-30日 | ISUグランプリシリーズ NHK杯（旭川）                | -    | 11 53.95 | 10 95.79 | 10 149.74 |

| 2002-2003 シーズン     |                                              |    |    |      |
| 開催日                 | 大会名                                       | SP | FS | 結果 |
| 2002年12月19日-22日    | 第71回全日本フィギュアスケート選手権（京都） | 3  | 2  | 2    |
| 2002年11月28日-12月1日 | ISUグランプリシリーズ NHK杯（京都）          | 6  | 8  | 7    |
| 2002年11月14日-17日    | ISUグランプリシリーズ ラリック杯（パリ）     | 11 | 9  | 10   |

| 2001-2002 シーズン     |                                              |    |    |      |
| 開催日                 | 大会名                                       | SP | FS | 結果 |
| 2002年1月21日-27日     | 2002年四大陸フィギュアスケート選手権（全州） | 7  | 9  | 9    |
| 2001年12月21日-23日    | 第70回全日本フィギュアスケート選手権（大阪） | 2  | 2  | 2    |
| 2001年11月29日-12月2日 | ISUグランプリシリーズ NHK杯（熊本）          | 2  | 6  | 4    |
| 2001年11月14日-18日    | ISUグランプリシリーズ ラリック杯（パリ）     | 10 | 8  | 8    |

| 2000-2001 シーズン     |                                                                |      |    |    |      |
| 開催日                 | 大会名                                                         | 予選 | SP | FS | 結果 |
| 2001年3月17日-25日     | 2001年世界フィギュアスケート選手権（バンクーバー）             | 5    | 24 | 14 | 17   |
| 2001年2月7日-10日      | 2001年四大陸フィギュアスケート選手権（ソルトレイクシティ）     | -    | 5  | 8  | 6    |
| 2000年12月8日-10日     | 第69回全日本フィギュアスケート選手権（長野）                   | -    | 5  | 2  | 2    |
| 2000年11月28日-12月3日 | ISUグランプリシリーズ NHK杯（旭川）                            | -    | 12 | 9  | 9    |
| 2000年10月25日-29日    | ISUグランプリシリーズ スケートアメリカ（コロラドスプリングス） | -    | 10 | 9  | 9    |

| 1999-2000 シーズン   |                                                              |      |    |    |      |
| 開催日               | 大会名                                                       | 予選 | SP | FS | 結果 |
| 2000年3月26日-4月2日 | 2000年世界フィギュアスケート選手権（ニース）                 | 14   | 26 | -  | 27   |
| 2000年2月21日-27日   | 2000年四大陸フィギュアスケート選手権（大阪）                 | -    | 11 | 8  | 8    |
| 1999年12月24日-26日  | 第68回全日本フィギュアスケート選手権（福岡）                 | -    | 4  | 2  | 2    |
| 1999年12月2日-5日    | ISUグランプリシリーズ NHK杯（名古屋）                        | -    | 6  | 7  | 7    |
| 1999年11月11日-14日  | ISUグランプリシリーズ スパルカッセン杯（ゲルゼンキルヒェン） | -    | 3  | 4  | 4    |

| 1998-1999 シーズン     |                                                      |    |    |      |
| 開催日                 | 大会名                                               | SP | FS | 結果 |
| 1999年1月21日-31日     | ユニバーシアード冬季競技大会（ポプラド）             | 14 | 7  | 7    |
| 1999年1月15日-17日     | 第67回全日本フィギュアスケート選手権（新横浜）       | 5  | 3  | 3    |
| 1998年12月2日-6日      | ISUグランプリシリーズ NHK杯（札幌）                  | 6  | 9  | 9    |
| 1998年10月29日-11月1日 | ISUグランプリシリーズ スケートアメリカ（デトロイト） | 7  | 8  | 8    |

| 1997-1998 シーズン   |                                                          |      |    |    |      |
| 開催日               | 大会名                                                   | 予選 | SP | FS | 結果 |
| 1998年3月28日-4月5日 | 1998年世界フィギュアスケート選手権（ミネアポリス）       | 9    | 26 | -  | 26   |
| 1998年2月8日-20日    | 長野オリンピック（長野）                                 | -    | 15 | 17 | 17   |
| 1997年12月12日-14日  | 第66回全日本フィギュアスケート選手権（神戸）             | -    | 3  | 1  | 1    |
| 1997年11月27日-30日  | ISUチャンピオンシリーズ NHK杯（長野）                    | -    | 10 | 9  | 10   |
| 1997年11月6日-9日    | ISUチャンピオンシリーズ スケートカナダ（ハリファックス） | -    | 4  | 5  | 4    |

### ペア
- 1997年1月 第65回全日本フィギュアスケート選手権・ペア（パートナー・荒井万里絵） 優勝

## プログラム
| シーズン  | SP                                                                                        | FS                                                                                | EX                                          |
| --------- | ----------------------------------------------------------------------------------------- | --------------------------------------------------------------------------------- | ------------------------------------------- |
| 2003-2004 | ピアノ協奏曲 作曲：エドヴァルド・グリーグ、演奏：マクシム・ムルヴィツァ 振付：佐藤紀子    | 宇宙戦艦ヤマト 作曲：宮川泰 振付：佐藤紀子                                        | メロドラマ ボーカル：アンドレア・ボチェッリ |
| 2002-2003 | Canta Loop by US3 振付：佐藤紀子                                                          | インタビュー・ウィズ・ヴァンパイア 作曲：Elliot Goldenthal 振付：佐藤紀子         | カルメン 作曲：ジョルジュ・ビゼー           |
| 2001-2002 | カルメン 作曲：ジョルジュ・ビゼー 振付：佐藤紀子、高橋忠之                                | ハムナプトラ/失われた砂漠の都 作曲：ジェリー・ゴールドスミス 振付：ロバート・ダウ | Canta Loop by US3                           |
| 2000-2001 | 月光 + ヴァルトシュタイン 作曲：ルートヴィヒ・ヴァン・ベートーヴェン 振付：ロバート・ダウ | ハムナプトラ/失われた砂漠の都 作曲：ジェリー・ゴールドスミス 振付：ロバート・ダウ | -                                           |
| 1999-2000 | クリムゾン・タイド 作曲：ハンス・ジマー 振付：ロバート・ダウ                              | WEEK END + Rose Of Pain by X Japan 振付：ロバート・ダウ                           | Amethyst by YOSHIKI Rocket Dive by hide     |
| 1998-1999 | クリムゾン・タイド 作曲：ハンス・ジマー 振付：ロバート・ダウ                              | The Messiah Will Come Again 作曲：ゲイリー・ムーア 振付：ロバート・ダウ           | -                                           |
| 1997-1998 | フラメンコ・カーニバル 振付：ロバート・ダウ                                               | シェルブールの雨傘 作曲：ミシェル・ルグラン 振付：ロバート・ダウ                  | 紅 by X Japan                               |